# Улица Коробко (Чернигов)
Улица Коробко (укр. Вулиця Коробка) — улица в Новозаводском районе города Чернигова, исторически сложившаяся местность (район) Коты. Пролегает от улицы Тюленина до улицы Громовой.
Нет примыкающих улицы.

## История
До 1974 года называлась Чкалова — в честь Героя Советского Союза Валерия Павловича Чкалова. Переименована, когда село Коты (его часть) вошло в состав города Чернигова, поскольку в Чернигове уже была улица с данным названием в Заречном. 10 апреля 1974 года улица получила современное название — в честь партизана времён Великой Отечественной войны Василия Ивановича Коробко, согласно Решению Черниговского исполнительного комитета № 225.

## Застройка
Улица извилистая в плане, пролегает в западном направлении, затем — юго-западном. Парная и непарная стороны улицы заняты усадебной застройкой. В начале улицы есть ответвление к улице Тычины, где застройка по непарной стороне; с парной стороны относится к улице Тычины. В конце улицу пересекает безымянный ручей, впадающий в реку Стрижень; после пересечения улицы образовывает водоём. Водоём и ручей отделяют застройку парной стороны улицы от проезжей части и по этому имеется несколько проездов к данным домам. 
Учреждения: нет
В 1966 году установлена мемориальная доска. 